# Fuldmåne
Fuldmåne er en månefase, som optræder, når Månen står på den modsatte side af Jorden i forhold til Solen, eller helt præcist når Solens og Månens geocentriske tilsyneladende ekliptiske længde afviger 180 grader fra hinanden. Månen er dermed i opposition til Solen. Ordet "tilsyneladende" betyder her, at der tages hensyn til aberration og nutation. I dette tilfælde kan nutationen dog lades ude af betragtning, eftersom den påvirker begge situationer på samme måde. Med "geocentrisk" menes, at synspunktet gælder en tænkt betragter, placeret i Jordens midtpunkt. Definitionen er altså uafhængig af, hvor en virkelig observatør befinder sig, hvorfor fuldmåne optræder på samme tidspunkt over hele verden (hvilket dog naturligvis svarer til forskellige klokkeslæt i forskellige tidszoner).
Ved fuldmåne ses den halvdel af Månen, som vender mod Jorden (forsiden) fuldt oplyst af Solen og helt rund. Tilsvarende vil den modsatte halvkugle af Månen, som ikke kan ses fra Jorden (bagsiden) på samme tid være helt uoplyst.
En månemåned varer omkring 29,531 dage (29 dage 12 timer 44 minutter og 3 sekunder), hvorfor fuldmånen ses enten den 14. eller 15. dag ifølge de kalendere, som har månedens begyndelse ved nymåne. I alle tilfælde kan perioden mellem to forekomster af fuldmåne være enten 29 eller 30 dage.
Det astronomiske symbol for fuldmånen er en tom cirkel: .

## Særlige forhold
Det tager i gennemsnit kun Månen 27,322 dage at fuldføre et kredsløb om Jorden (en siderisk måned), men som følge af Jordens kredsløb omkring Solen varer det omkring to dage yderligere, før Jorden, Månen og Solen igen indtager samme geometriske stilling til hinanden. Derved bliver antallet af dage mellem to ens månefaser (dvs. også mellem en fuldmåne og den næste) i gennemsnit omkring 29,531 dage. Denne periode kaldes også en lunation, en månemåned eller en synodisk måned. Eftersom Månen og Jorden ikke har konstant fart under deres elliptiske kredsløb, og fordi der sker tyngepåvirkning fra andre himmellegemer i solsystemet, kan den nøjagtige periode variere mellem omkring 29,272 og 29,833 dage.
Da februar måned kun har 28 dage (eller 29 i skudår), forekommer det med lange mellemrum, at der ikke er nogen fuldmåne i denne måned. Det har været tilfældet i årene 1866, 1885, 1915, 1934, 1961 og 1999. Næste gang det sker, vil være i februar 2018. I de pågældende år var der i stedet to fuldmåner i januar eller i marts eller i begge måneder (som det var tilfældet i 1999). I skudåret 1972 var der fuldmåne den 29. februar, hvilket før da sidst er indtruffet i 1820 og 1752.
Når det er fuldmåne, opnår Månen sin maksimale klarhed og har en tilsyneladende klarhed på fra -12,5 til -13 mag. Dens klarhed svinger på grund af Jordens og Månens elliptiske baner. Er Jorden nærmest Solen (i (perihelium) samtidig med, at Månen er nærmest Jorden (i periapsis), er fuldmånen omkring 22 pct klarere end i det modsatte tilfælde, hvor begge afstande er maksimale.
I almindelig sprogbrug omtales en nat med fuldmåne, som om Månen er "fuld" hele den pågældende nat. Det er lidt misvisende, fordi den belyste måneskive hele tiden bliver større eller mindre set fra Jorden (omend det sker for langsomt til at kunne ses med det blotte øje). Månens absolutte maximumsstørrelse opnås i det øjeblik, hvor dens tiltagen stopper, og hvor en grafisk afbildning af variationen har en tangent med hældningen nul. For en given position på Jorden er der mulighed for at se omkring halvdelen af disse "maksimale fuldmåner", idet den anden halvdel forekommer om dagen, hvor Månen er under horisonten. Mange almanakker angiver ikke kun fuldmåne ved en dato, men også med det nøjagtige tidspunkt (ofte i GMT). Månedskalendere, som angiver månefaser, kan ofte vise en dag forkert, hvis de anvendes i en anden tidszone, end de er udarbejdet for.
Dato og tidspunkt for en bestemt fuldmåne kan (når der gås ud fra et cirkulært kredsløb) beregnes af følgende formel:
{\displaystyle D=20.362954+29.5305888531\times N+102.19\times 10^{-12}\times N^{2}}
hvor D er antallet af dage siden 1. januar 2000 kl. 00:00:00 UTC, og N er et heltal for antallet af fuldmåner, begyndende med 0 for den første fuldmåne i år 2000. Det korrekte tidspunkt for en fuldmåne kan afvige fra denne tilnærmelse med op til 14,5 timer, fordi forudsætningen om cirkulært kredsløb er en tilnærmelse. Den tilsyneladende størrelse af fuldmånen varierer i en cyklus på lige under 14 synodiske måneder, en fuld månecyklus.
Ved fuldmåne giver det i almindelighed dårlige resultater at foretage astronomiske observationer, fordi det klare, tilbagekastede lys fra Månen overstråler det svagere lys fra stjerner og andre himmellegemer.

## Folklore
Fuldmånen forbindes traditionelt med søvnløshed og sindssyge (jf. det danske udtryk Månesyge og de engelske udtryk lunacy og lunatic) og forskellige "magiske fænomener" som varulve). Psykologisk forskning har imidlertid ikke fundet beviser for påvirkning af den menneskelige optræden omkring fuldmåne. Resultaterne er tvetydige: nogle påviser en virkning og andre det modsatte. British Medical Journal bragte den 23. december 2000 to undersøgelser af hospitalsindlæggelser på grund af hundebid i England og Australien. Den engelske undersøgelse (fra Bradford Royal Infirmary) viste, at hundebid forekom dobbelt så hyppigt ved fuldmåne, mens den australske konkluderede, at de forekom sjældnere.
Flere nyhedenske retninger afholder et månedligt ritual kaldet esbat ved fuldmåne. De traditionelle kinesiske religioner forbereder deres ofre til forfædrene og guddommene ved fuldmåne og nymåne.

## Kalendere
En lang række kalendere har udgangspunkt i Månens faser:
| - Hindukalenderen - Thailands månekalender - Tibets kalender - Traditionelle kinesiske kalendere | - Mayaernes kalender - Nyhedenske kalender - Keltiske kalender |

Ingen af dem lader måneden begynde ved fuldmåne. I de kinesiske, jødiske, hinduiske og thailandske kalendere ligger fuldmånen altid midt i måneden.
Tidspunktet for fuldmånen indgår i fastlæggelsen af den kristne påske, idet påskedag er den første søndag efter første fuldmåne efter forårsjævndøgn. Der ligger derfor altid en fuldmåne mellem palmesøndag og påskedag. Datoen er tidligst 22. marts og senest 25. april.
I den gregorianske kalender fastlægges påskedag som den første søndag efter den kirkelige fuldmåne, som kommer efter indtræden af kirkelige forårsjævndøgn. Derved beregnes fuldmånen og forårsjævndøgn ikke efter den reelle astronomi, men efter en kalendertilpasning.
I den kinesiske kalender falder festivalen Midefterårsfestivalen på datoen for fuldmåne i den ottende måned, mens Lysfestivalen falder på dagen for årets første fuldmåne.

## Fuldmånens navne
I forskellige dele af verden har der været tradition for at navngive hver fuldmåne i året, omend reglerne for fastsættelse af navnet har skiftet i tidens løb. En gammel metode gik ud fra årstider og kvartaler. F.eks. ville den engelske Egg Moon (fuldmånen før påske) være den første fuldmåne efter 21. marts, og Lenten Moon den sidste fuldmåne på eller før samme dato. I nutidig praksis navngives fuldmånerne efter den måned i den gregorianske kalender, som de falder i. Det giver som regel samme navn som den tidligere metode og er langt lettere at anvende.
Nedenstående oversigt anfører de traditionelle engelske navne for månedernes fuldmåne, de navne, som de oprindelige indianerne i det nordlige og østlige USA havde tildelt dem, andre almindelige navne samt de hinduistiske navne. Bemærk, at purnima eller poornima er hindi for fuldmåne, hvilket også er blevet det malajiske navn for fuldmåne, purnama.
| Måned     | Gammelt dansk månedsnavn | Engelsk navn  | Indiansk navn | Andre navne                                              | Hinduernes navn                 |
| --------- | ------------------------ | ------------- | ------------- | -------------------------------------------------------- | ------------------------------- |
| Januar    | Glugmåned                | Old Moon      | Ulvemåne      | Måne efter jul, ismåne                                   | Paush Poornima                  |
| Februar   | Blidemåned               | Wolf Moon     | Snemåne       | Sultmåne, stormmåne                                      | Magh Poornima                   |
| Marts     | Tordmåned                | Lenten Moon   | Ormemåne      | Kragemåne, skorpemåne, sukkermåne, saftmåne, afholdsmåne | Holi                            |
| April     | Fåremåned/ Faremåned     | Egg Moon      | Lyserød måne  | Spirende græsmåne, fiskemåne, såmåne, vækkende måne      | Hanuman Jayanti                 |
| Maj       | Majmåned                 | Milk Moon     | Blomstermåne  | Majssåningsmåne, majsmåne, haremåne                      | Buddha Poornima                 |
| Juni      | Skærsommer/ Hømåned      | Flower Moon   | Jordbærmåne   | Honningmåne, rosemåne, varm måne, plantemåne             | Wat Poornima                    |
| Juli      | Ormemåned                | Hay Moon      | Bukkemåne     | Tordenmåne, mjødmåne                                     | Guru Poornima                   |
| August    | Høstmåned                | Grain Moon    | Størmåne      | Rød måne, grøn majs måne, lynmåne, hundemåne, høstmåne   | Narali Poornima, Raksha Bandhan |
| September | Fiskemåned               | Fruit Moon    | Høstmåne      | Majsmåne, bygmåne                                        | Bhadrapad Poornima              |
| Oktober   | Sædemåned/ Liljemåned    | Harvest Moon  | Jægerens måne | Rejsemåne, det visnende græs' måne, blodmåne             | Kojagiri eller Sharad Poornima  |
| November  | Slagtemåned              | Hunter's Moon | Bævermåne     | Frostmåne, snemåne                                       | Kartik Poornima                 |
| December  | Kristmåned/ Julemåned    | Oak Moon      | Kold Måne     | Frostmåne, de lange nætters måne, månen før Jul          | Margashirsha Poornima           |

## Blå måne
Det folkloristiske udtryk "blå måne" (engelsk:Blue moon) har skiftet betydning med tiden. Til 1999 var det praksis at kalde en fuldmåne for en blå måne, hvis det var den anden fuldmåne i samme kalendermåned. Nu kaldes den tredje fuldmåne for blå måne, når den forekommer i et kvartal, hvor der optræder fire fuldmåner.